# Карл Болле
Карл Август Болле (нім. Carl August Bolle или нім. Karl August Bolle, или нім. Karl Bolle, 21 листопада 1821 — 17 лютого 1909) — німецький ботанік, натураліст (природознавець), орнітолог, письменник та колекціонер.

## Біографія
Карл Август Болле народився у Берліні 21 листопада 1821 року.
З 1841 року він вивчав медицину та природознавство у Берлінському університеті імені Гумбольдтів та у Боннському університеті. У 1852 та у 1856 роках Карл Август Болле відвідав Кабо-Верде і Канарські острови. У 1857 у він написав роботу «Mein zweiter Beitrag zur Vogelkunde der Canarischen Inseln».
Помер Карл Август Болле у Берліні 17 лютого 1909 року.

## Наукова діяльність
Карл Август Болле спеціалізувався на папоротевидних, мохоподібних та на насіннєвих рослинах.

## Особисте життя
У 1908 році дослідник сексуальності Пауль Некке зібрав спогади гомосексуалів зокрема у Карла Болле, якому тоді було майже 90 років: частину цього матеріалу Магнус Гіршфельд включив до свого дослідження 1914 року «Гомосексуальність у чоловіків і жінок».

## Наукові роботи
- Mein zweiter Beitrag zur Vogelkunde der Canarischen Inseln. 1857.